# 아틀라스장수풍뎅이
아틀라스장수풍뎅이(Atlas beetle, 학명: Chalcosoma atlas)는 딱정벌레목 장수풍뎅이아과에 속하는 곤충의 한 종이다.

## 특징
아틀라스장수풍뎅이는 다른 칼코소마속(Chalcosoma) 장수풍뎅이들과 마찬가지로, 암컷이 대략 25~60 mm에 이를 정도로 크기가 매우 큰 것이 특징이다. 풍뎅이과에 속하는 곤충들의 공통적인 특징처럼 수컷이 암컷보다 더 큰 편이다. 수컷의 크기는 대략 60~108 mm이다. 아틀라스장수풍뎅이 수컷은 다른 장수풍뎅이아과의 종류들처럼 수컷과 싸우는 데 특화되어 있는 뿔을 가지고 있는데, 이는 번식기에 암컷을 차지하기 위해서 다른 수컷과 경쟁하기 때문이다. 아틀라스장수풍뎅이의 머리뿔은 키론장수풍뎅이와 다르게 두각 중간의 부분에 두드러진 뾰족한 부분이 없다.

## 분포
아틀라스장수풍뎅이는 동남아시아, 특히 인도네시아, 필리핀 등지에서 발견된다.

## 아종
- Chalcosoma atlas atlas (Linnaeus, 1758) - 술라웨시섬
- Chalcosoma atlas hesperus (Erichson, 1834) - 필리핀
- Chalcosoma atlas butonensis Nagai, 2004 - 인도네시아 부톤섬
- Chalcosoma atlas keyboh Nagai, 2004 - 동남아시아 말레이 제도
- Chalcosoma atlas mantetsu Nagai, 2004 - 인도차이나 반도
- Chalcosoma atlas simeuluensis Nagai, 2004 - 인도네시아 시메울루에섬
- Chalcosoma atlas sintae Nagai, 2004 - 인도네시아 펠렝섬

## 갤러리

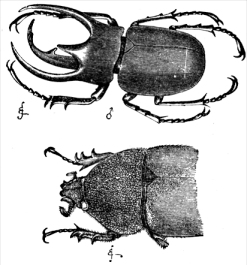
아틀라스 장수풍뎅이의 성적 이형. 그림은 키론장수풍뎅이와 닮아있다. The Descent of Man, 2판. 1882년.
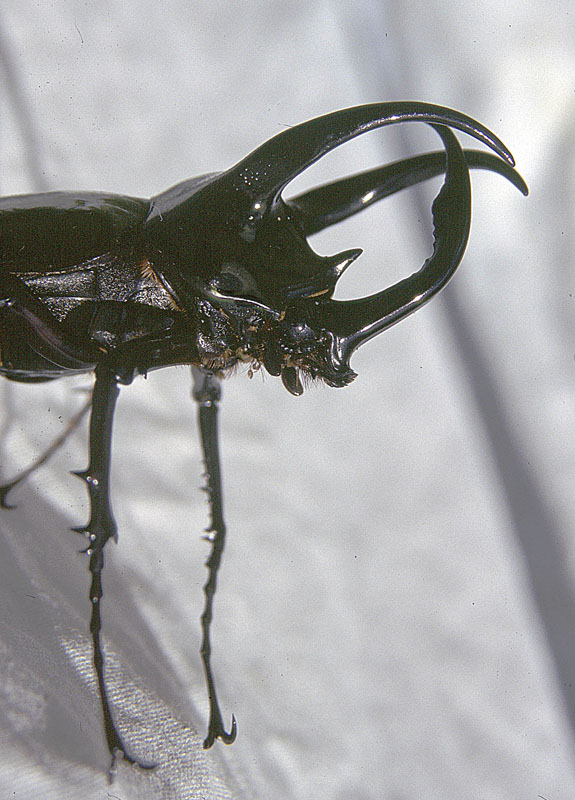
아틀라스 장수풍뎅이 수컷
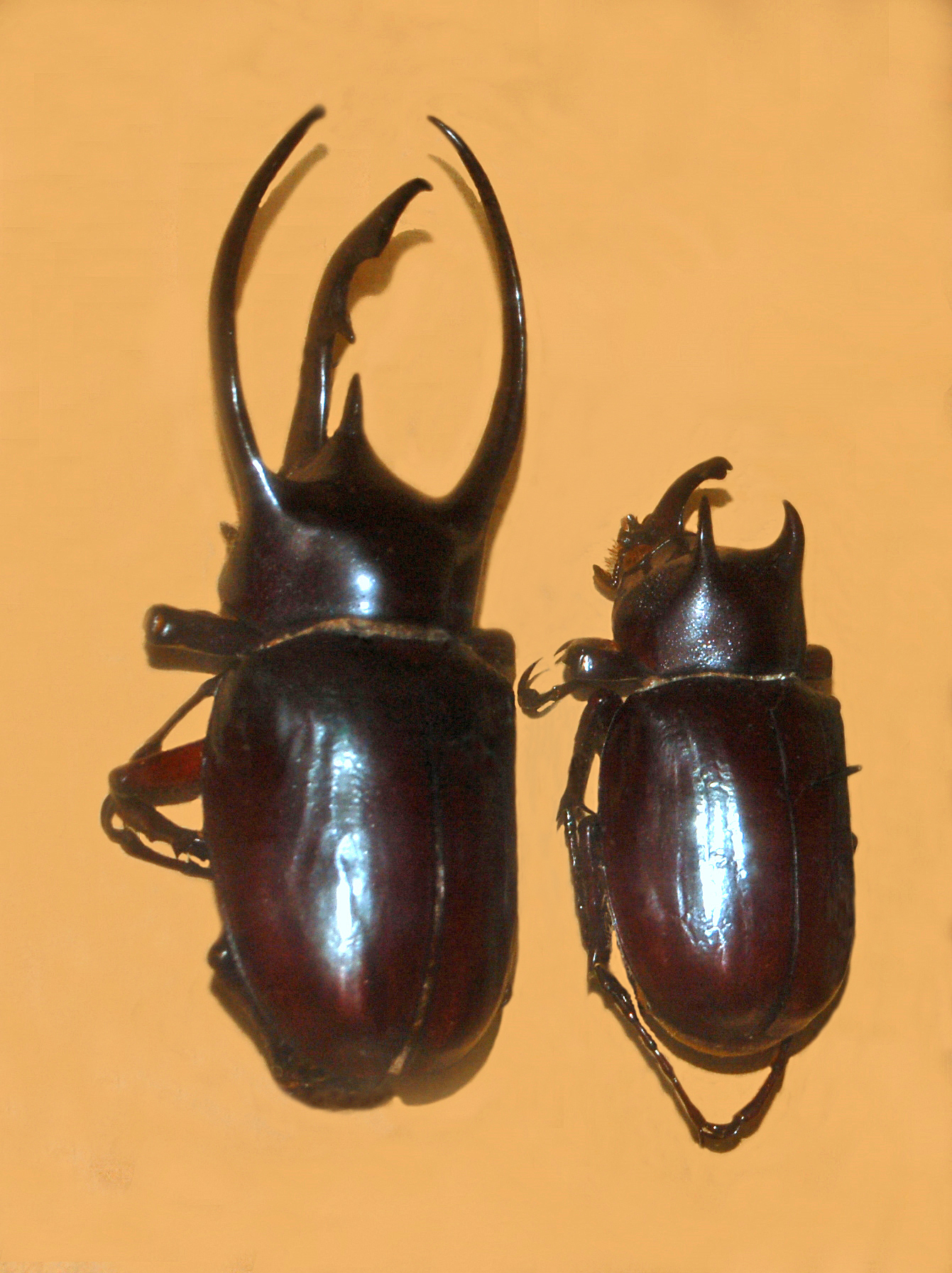
아틀라스 장수풍뎅이 수컷의 대형종과 소형종
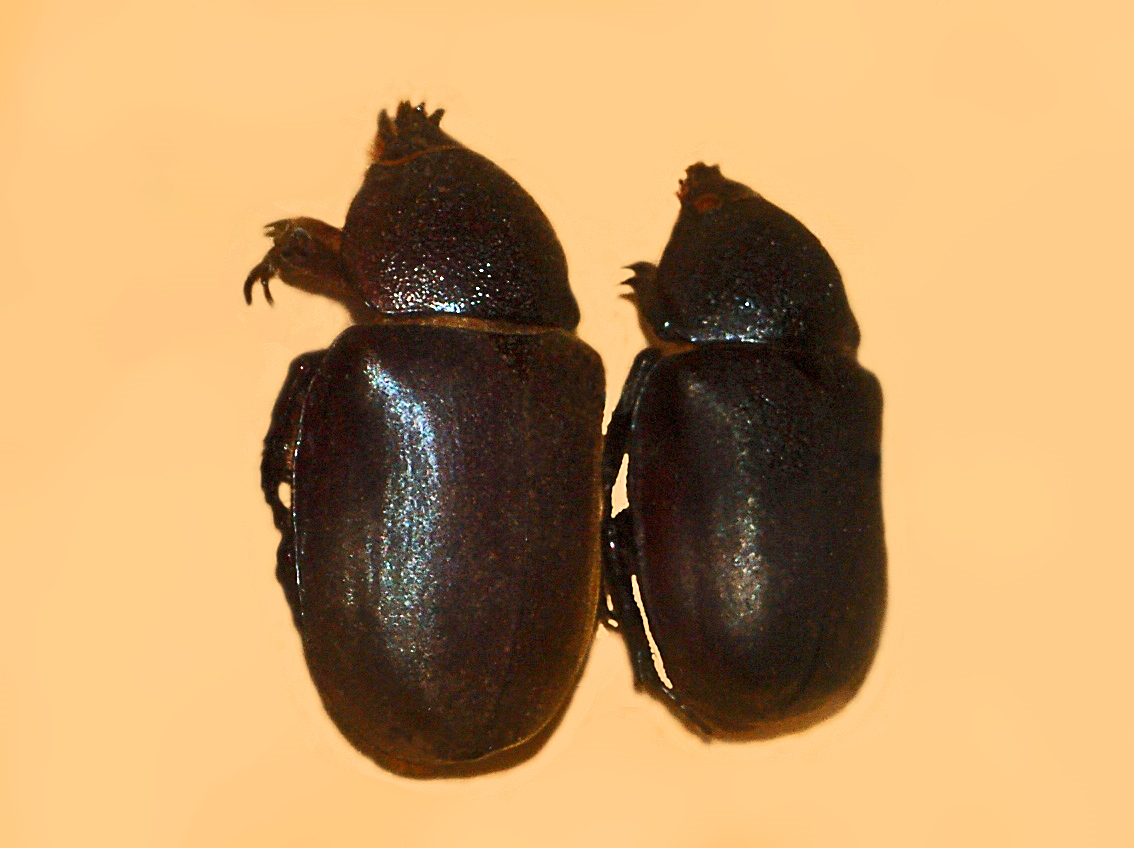
아틀라스 장수풍뎅이 암컷

## 같이 보기
- 키론장수풍뎅이
- 헤라클레스장수풍뎅이

## 참고 자료
- Biolib
- Kazuo Kawano Character Displacement in Giant Rhinoceros Beetles
- Family Scarabeidae – Chalcosoma atlas
- Rhinoceros beetles – Chalcosoma atlas (Atlas beetle)
- 세계 장수풍뎅이 해설